# NGC 2786
NGC 2786 je galaksija u zviježđu Raku.

## Vanjske poveznice
- SEDS: NGC 2786